# El Burgo de Ebro
El Burgo de Ebro är en ort i Spanien.   Den ligger i provinsen Provincia de Zaragoza och regionen Aragonien, i den nordöstra delen av landet, 280 km nordost om huvudstaden Madrid. El Burgo de Ebro ligger 186 meter över havet och antalet invånare är 1 887.
Terrängen runt El Burgo de Ebro är platt västerut, men österut är den kuperad. Runt El Burgo de Ebro är det glesbefolkat, med 16 invånare per kvadratkilometer. Närmaste större samhälle är Zaragoza, 14,7 km nordväst om El Burgo de Ebro. Trakten runt El Burgo de Ebro består till största delen av jordbruksmark.